# Hagelkreuzstraße 32 (Mönchengladbach)

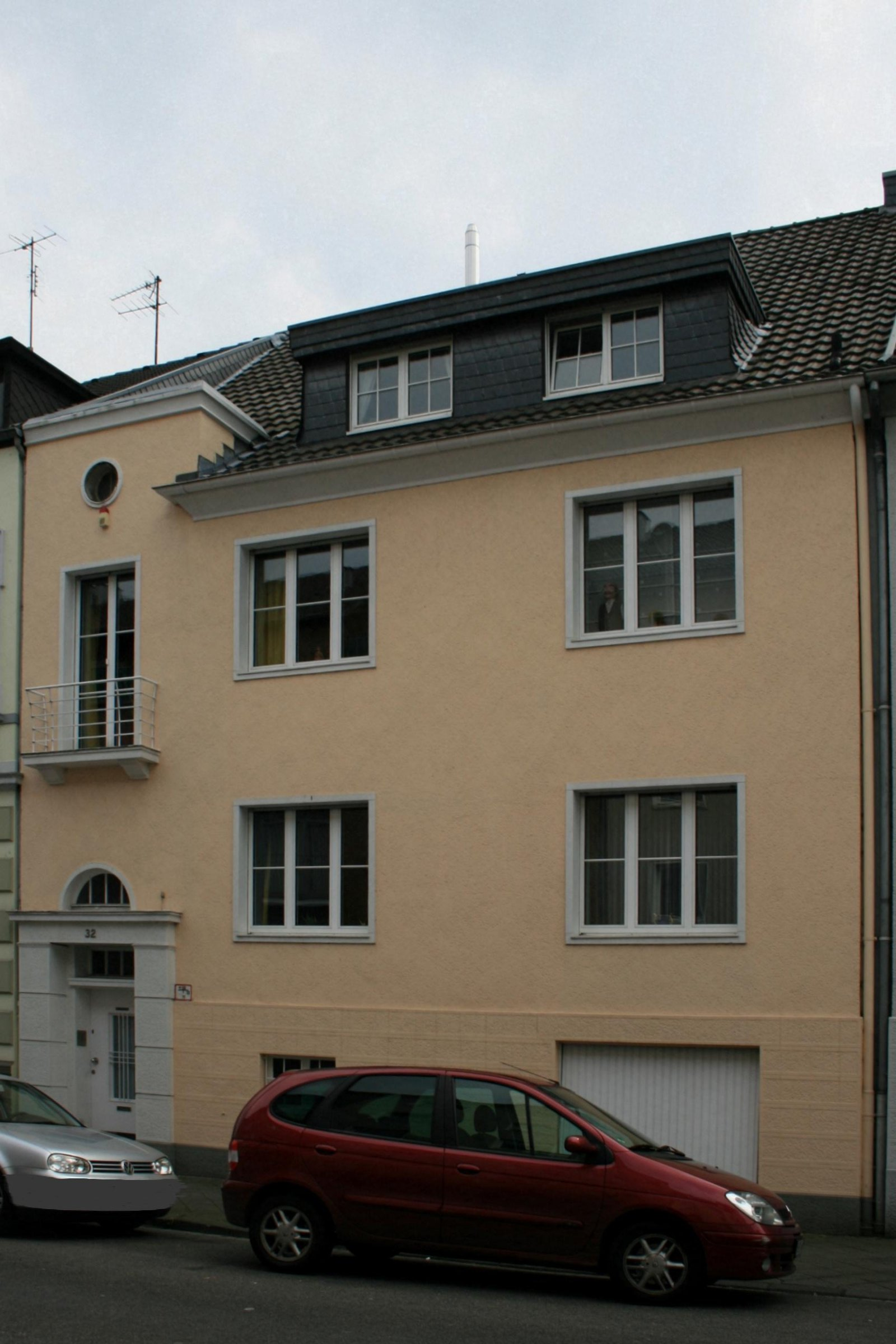
Wohnhaus (2010)

Das Wohnhaus Hagelkreuzstraße 32 steht in Mönchengladbach (Nordrhein-Westfalen).
Das Gebäude wurde 1935 erbaut. Es wurde unter Nr. H 084  am 6. Dezember 1994 in die Denkmalliste der Stadt Mönchengladbach eingetragen.

## Lage
Die Hagelkreuzstraße liegt im nördlichen Stadterweiterungsgebiet zwischen dem Neuen Wasserturm und dem Bunten Garten.

## Architektur
Es handelt sich um einen auf rechteckigem Grundriss als Doppelfassade in spiegelsymmetrischer Anordnung errichteten Putzbau von zwei Geschossen und drei ungleichwertig ausgeführten Achsen. Hochausgebildetes Souterrain mit linksseitigem Garageneinbau und rechts einem flankierenden Rechteckfenster. Bei asymmetrischer Fassadengliederung. Betonung der Eingangsachse durch Balkonaustritt und kubusförmig über die Traufe hinaus hochgeführten Gebäudeabschnitt.
Die vier Fenster der beiden Geschosse sind gleichförmig querrechteckig ausgebildet; analog scheitrecht abschließend das Französische Fenster der rechten Achse. Weitere Belichtung der Eingangsachse durch Halbbogenfenster über dem Hauseingang und durch ein rundes Ochsenauge  oberhalb der Balkontür. Die Fläche des Satteldaches durchbrechen zwei Gauben. Die auf ein Minimum reduzierte Stuckornamentik beschränkt sich auf ein zurückhaltendes Quaderimitat im Sockelgeschoss und eine architravierte Türrahmung in Rustikaimitation.